# 太陽方位角
太陽方位角是太陽在方位上的角度，它通常被定義為從北方沿着地平線順時針量度的角。

## 太陽方位角的計算
它可以利用下面的公式，經由計算得到良好的近似值，但是因為反正弦值，也就是x = sin−1(y)有兩個以上的解，但只有一個是正確的，所以必需小心的處理。
{\displaystyle \,\sin \phi _{\mathrm {s} }={\frac {-\sin h\cos \delta }{\cos \theta _{\mathrm {s} }}}}

下面的兩個公式也可以用來計算近似的太陽方位角，不過因為公式是使用餘弦函數，所以方位角永遠是正值，因此，角度永遠被解釋為小於180度，而必須依據時角來修正。當在上午時角為負值時 (上午)，方位角的角度小於180度，時角為正值時 (下午)，方位角應該大於180度，即要取補角的值。(大于180度的角没有补角，读者慎重。)
{\displaystyle \,\cos \phi _{\mathrm {s} }={\frac {\sin \delta \cos \Phi -\cos h\cos \delta \sin \Phi }{\cos \theta _{\mathrm {s} }}}}
{\displaystyle \,\cos \phi _{\mathrm {s} }={\frac {\sin \delta -\sin \theta _{\mathrm {s} }\sin \Phi }{cos\theta _{\mathrm {s} }\cos \Phi }}}

上述的公式所用的專有名詞說明如下：
- {\displaystyle \,\phi _{\mathrm {s} }}是太陽的方位角，
- {\displaystyle \,\theta _{\mathrm {s} }}是太阳高度角，
- {\displaystyle \,h}是計算時間的時角，
- {\displaystyle \,\delta } 是當時的太陽赤緯，
- {\displaystyle \,\Phi }是當地的地理緯度[1]。

## 太陽高度角
太陽高度，或高度角，也就是太陽高度角是從觀測者所在地和太陽中心的聯線與地平面所夾的角度。天頂角是是高度角的餘角，也就是(90° – gS )。當太陽的高度角為90°，即太陽位於天頂，因此太陽的天頂角為0

## 外部連結
- 國家再生能源實驗室(NREL)計算的太陽位置（页面存档备份，存于）
- 太陽高度和方位計算（页面存档备份，存于）
- Excel工作表，使用 VBA 函數得到太陽方位角、太陽高度角、曙光、日出、中天、日沒和暮光，是y Greg Pelletier翻譯自NOAA的線上計算太陽位置（页面存档备份，存于）和日出/日落（页面存档备份，存于）
- An Excel workbook with a solar position and solar radiation time-series calculator, by Greg Pelletier
- Free on-line tool to estimate the position of the sun with three different algorithms（页面存档备份，存于）.